# Callerebia chiuna
Callerebia chiuna är en fjärilsart som beskrevs av Bailey 1935. Callerebia chiuna ingår i släktet Callerebia och familjen praktfjärilar. Inga underarter finns listade i Catalogue of Life.